# Playa Pocitos
La playa Pocitos es una playa de Montevideo, enteramente comprendida dentro del barrio homónimo. Se encuentra a orillas del Río de la Plata y bordea la totalidad de la rambla República del Perú.

## Características
Su costa tiene una extensión aproximada de dos kilómetros, siendo la segunda playa con mayor extensión luego de la playa Carrasco. Es una playa con aguas de alto nivel de salinidad y olas pronunciadas.

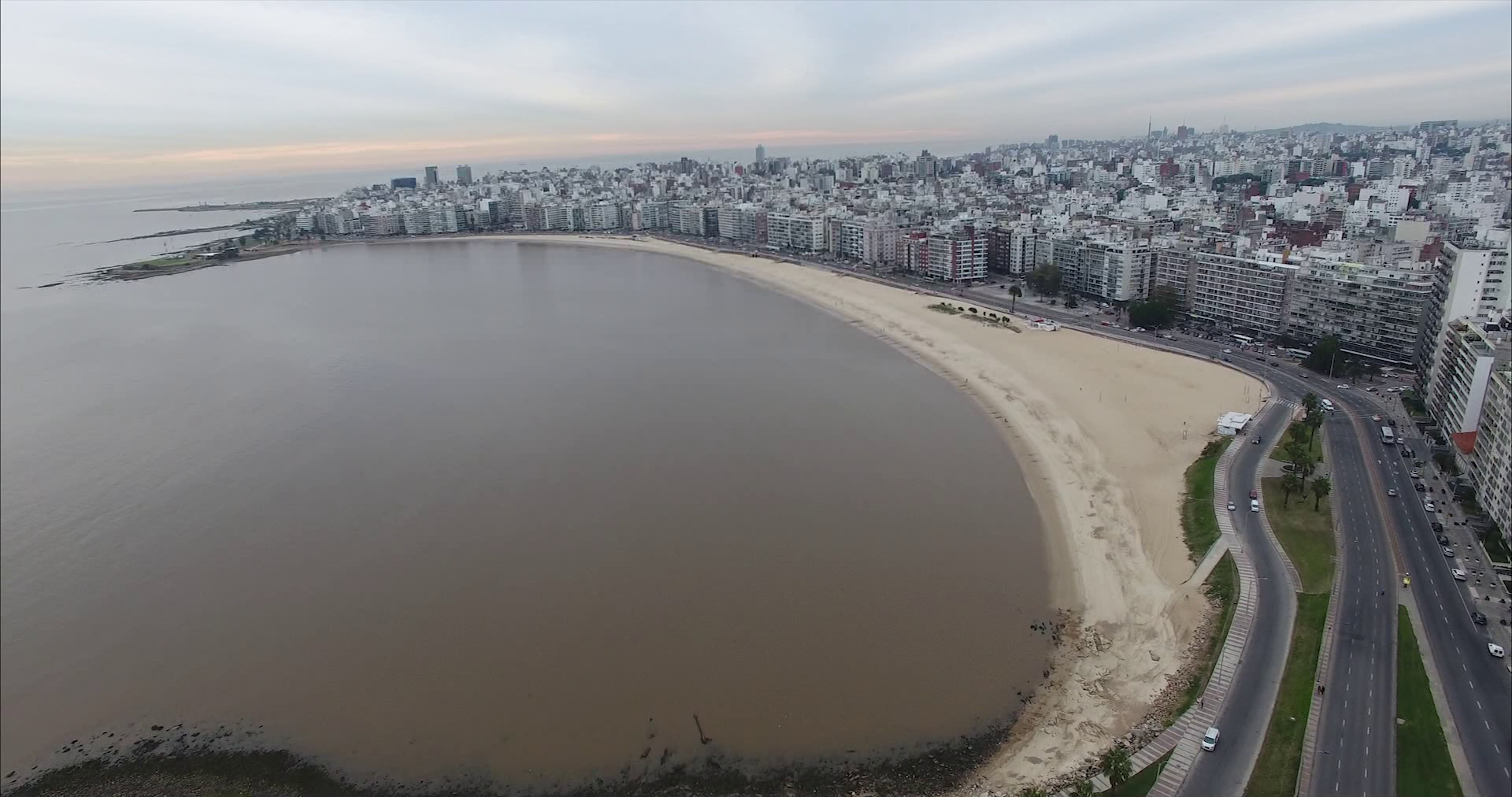
Playa Pocitos, Montevideo, Uruguay

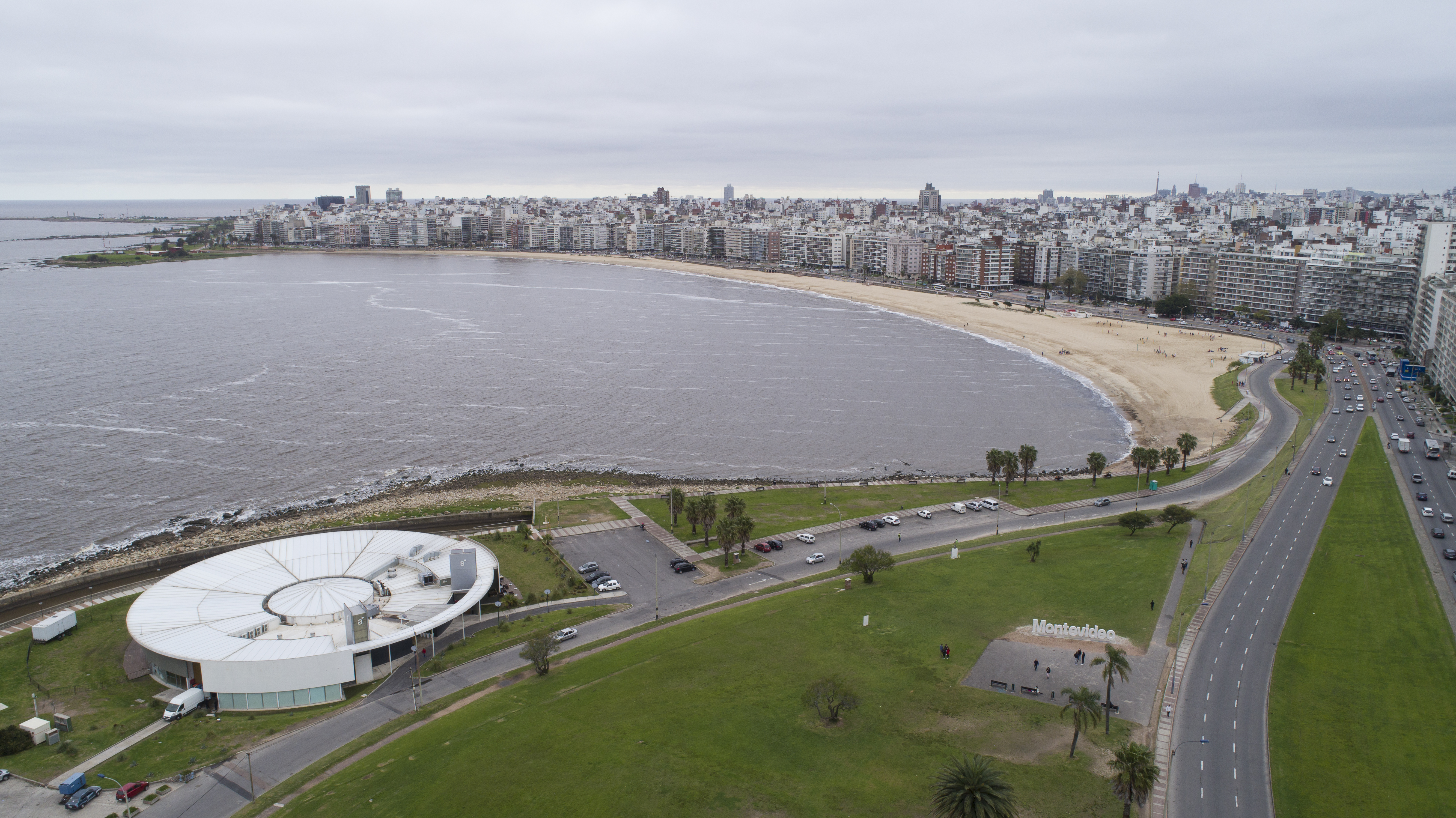
Pocitos, Montevideo, Uruguay

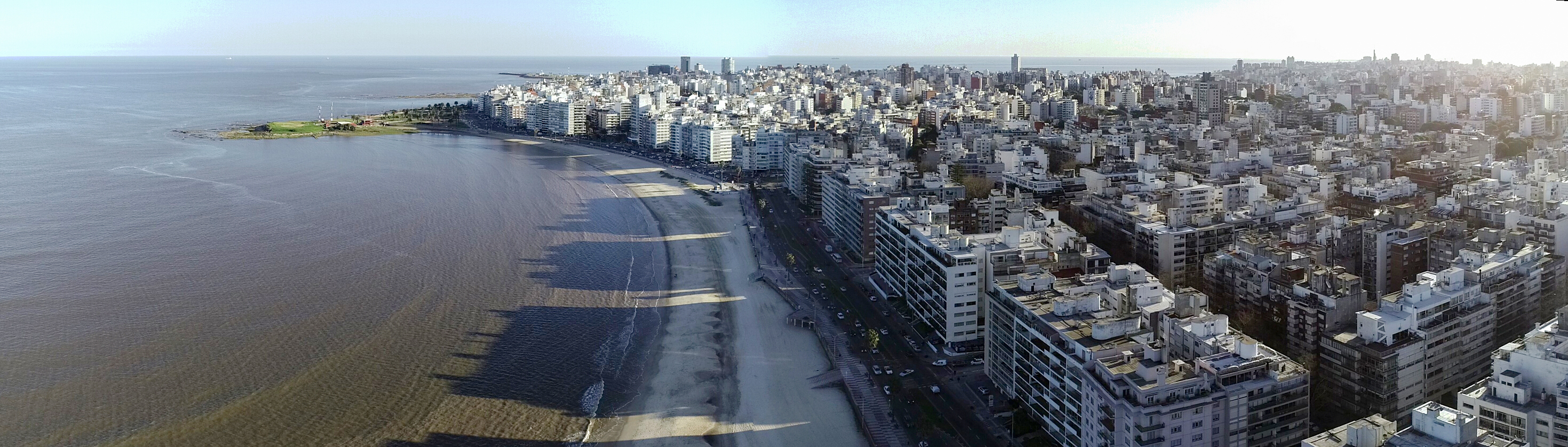
Panorama de la Playa Pocitos, Montevideo, Uruguay

## Historia
Toma su nombre del arroyo de los Pocitos  que luego pasó a designar al barrio. En sus orígenes las lavanderas acudían al arroyo y la playa aprovechando las arenas limpias para lavar.
Los pozos o "pocitos" eran las cachimbas que hacían las lavanderas y la cuantiosidad de las mismas eran distintivo del lugar. En su parte central se emplazó el Gran Hotel Pocitos.